# Mallotus sumatranus
Mallotus sumatranus là một loài thực vật có hoa trong họ Đại kích. Loài này được (Miq.) Airy Shaw mô tả khoa học đầu tiên năm 1963.